# Acsády György
Acsády György (Szentes, 1947. március 24. –) a Magyar Köztársasági Érdemrend parancsnoki keresztjével kitüntetett magyar orvos, érsebész, egyetemi tanár, a Semmelweis Egyetem Ér- és Szívsebészeti Klinika klinikavezetője, a Magyar Tudományos Akadémia doktora.
1971-ben szerzett orvosi diplomát a Semmelweis Orvostudományi Egyetemen és 1975-ben általános sebészeti szakvizsgát tett. 1977-ben tanársegéd lett a SOTE-n. 1980-ban érsebész szakvizsgát tett. 1985-ben védte meg kandidátusi fokozatát. 1991-ben egyetemi docenssé nevezték ki. 1992-ben védte meg a PhD-fokozatát. 1994-ben sebészetből habilitált. 1996-ban egyetemi tanárrá nevezték ki. 1995 és 2006 között a SOTE Általános Orvostudományi Karának dékánhelyettese volt. Több könyv, könyvrészlet és egyetemi jegyzet szerzője. Publikációinak száma közel 300.
Kutatási területe a mélyvénák sebészete, a thrombosis profilaxisa és terápiája, valamint a rekonstruktív érsebészet.

## Kitüntetései
- Sanofi Életműdíj: 2009
- Magyar Köztársasági Érdemrend tisztikeresztje: 2009
- Markusovszky-díj: 2005
- Batthyány-Strattmann László-díj: 2005
- A Magyar Érdemrend parancsnoki keresztje: 2013